# Championnat de France de basket-ball 1972-1973
Navigation
Saison précédente Saison suivante
La saison 1972-1973 du championnat de France de basket-ball de Nationale 1 est la 51e édition du championnat de France masculin de basket-ball. Le championnat de Nationale 1 de basket-ball était le nom du plus haut niveau du championnat de France.

## Présentation
Seize clubs participent à la compétition. La victoire rapporte 3 points, le match nul 2 points  la défaite 1 point et le bonus 1 point. Les équipes classées 13e, 14e, 15e et 16e descendent en Nationale 2. 
Le tenant du titre, ASVEL, va tenter de gagner un 13e titre.
ASPTT Nice, Nilvange, Paris U.C. et Vichy sont les quatre équipes promues pour cette saison. ASPTT Nice, 13e, Nantes, 14e, Paris U.C., 15e et Nilvange, 16e sont les quatre équipes reléguées à l'issue de cette saison 1972-1973
Berck remporte le championnat pour la première fois de son histoire.
L'américain de Nilvange Bob Thate devient  le meilleur marqueur dans l'histoire du championnat de France avec une moyenne de 38,9 points, battant l'ancien record du tourangeau Randle "LC" Bowen établi l'année précédente (34). Il marque notamment quatre fois plus de 50 points (premier joueur à réaliser cette performance) avec une pointe à 63 points (3e meilleure performance de l'histoire). Il totalise 1169 points (le meilleur marqueur n'étant pas désigné par sa moyenne de points), ce qui correspond à 46,5 % des points de son équipe

## Clubs participants
- Olympique d'Antibes Juan-les-Pins
- Alsace de Bagnolet
- Association Sportive de Berck
- Caen Basket Club
- Etoile Sportive du Marais de Challans
- Association Sportive de Denain-Voltaire
- Sporting Club Moderne du Mans
- Stade Lorrain Université Club Nancy Basket
- Atlantique Basket Club de Nantes
- Association Sportive des PTT de Nice
- Société Sportive de Nilvange
- Paris Université Club
- Groupe Sportif de la Chorale Mulsant de Roanne
- Association Sportive Préparation Olympique de Tours
- Jeanne d’Arc de Vichy
- Association Sportive de Villeurbanne Eveil Lyonnais

## Classement final de la saison régulière
La victoire rapporte 3 points, le match nul 2 points, la défaite 1 point et le bonus 1 point.
Le point de bonus est accordé à l'équipe qui sur les deux matchs (aller et retour) possède la meilleure différence de points. Si les deux équipes sont à égalité, chacune gagne 0,5 point 
| #  | Equipe       | Pts | M  | V  | N | D  | PP   | PC   | Diff. | Bonus |
| -- | ------------ | --- | -- | -- | - | -- | ---- | ---- | ----- | ----- |
| 1  | Berck        | 97  | 30 | 26 | 1 | 3  | 2683 | 2259 | +424  | 14    |
| 2  | Bagnolet     | 86  | 30 | 22 | 1 | 7  | 2619 | 2419 | +200  | 11    |
| 3  | Denain       | 83  | 30 | 20 | 1 | 9  | 2511 | 2255 | +256  | 12    |
| 4  | Antibes      | 82  | 30 | 20 | 0 | 10 | 2685 | 2414 | +271  | 12    |
| 5  | ASVEL        | 80  | 30 | 19 | 1 | 10 | 2479 | 2294 | +185  | 11    |
| 6  | Le Mans(+12) | 76  | 30 | 17 | 0 | 13 | 2306 | 2164 | +142  | 12    |
| 7  | Caen(-12)    | 76  | 30 | 18 | 1 | 11 | 2498 | 2388 | +110  | 9     |
| 8  | Roanne       | 73  | 30 | 17 | 1 | 12 | 2613 | 2529 | +84   | 8     |
| 9  | Vichy        | 70  | 30 | 16 | 1 | 13 | 2206 | 2236 | -30   | 7     |
| 10 | Tours        | 64  | 30 | 15 | 0 | 15 | 2360 | 2421 | -61   | 4     |
| 11 | Nancy        | 60  | 30 | 12 | 0 | 18 | 2493 | 2575 | -82   | 6     |
| 12 | Challans     | 56  | 30 | 10 | 2 | 18 | 2315 | 2402 | -87   | 4     |
| 13 | Nice         | 54  | 30 | 9  | 0 | 21 | 2500 | 2630 | -130  | 6     |
| 14 | Nantes       | 45  | 30 | 7  | 0 | 23 | 2232 | 2489 | -257  | 1     |
| 15 | Paris U.C.   | 41  | 30 | 5  | 0 | 25 | 2232 | 2740 | -508  | 1     |
| 16 | Nilvange     | 37  | 30 | 2  | 1 | 27 | 2516 | 3033 | -517  | 2     |

## Leaders de la saison régulière
| Catégorie                   | Joueur            | Équipe   | Statistiques |
| --------------------------- | ----------------- | -------- | ------------ |
| Points par match            | Bob Thate         | Nilvange | 38,9         |
| Points par match (Français) | Jacques Cachemire | Antibes  | 25,5         |